# Смолевичский район
Смолеви́чский район (бел. Смаляві́цкі раён) — административная единица на северо-востоке центральной части Минской области Республики Беларусь. Административный центр — город Смолевичи.
Численность населения — 56 657 (на 1 января 2025 года).

## Геральдика
Герб утверждён решением Смолевичского районного исполнительного комитета от 26 мая 1998 года № 7, флаг — решением от 5 сентября 2000 года № 7/257. Зарегистрированы в Гербовом матрикуле Республики Беларусь 28 мая 1998 года № 14.

## География
Площадь 1403 км² (16-е место среди районов). Протяжённость с севера на юг — 43 км, с запада на восток — 42 км. 28,9% территории района покрыто лесом.
Основные реки — Гайна, Волма, Бродня.

## История
Район образован 17 июля 1924 года. В 1924—1930 годах — в составе Минского округа, в 1930—1938 годах — в прямом республиканском подчинении, с 15 января 1938 года — в Минской области.
18 января 1931 года к району присоединён Прилепский сельсовет упразднённого Острошицко-Городокского района, 8 июля 1931 года — Драчковский и Петровичский сельсоветы упразднённого Смиловичского района.
25 декабря 1962 года район был упразднён, его территория разделена между Борисовским (1 сельсовет и два посёлка), Логойским (2 сельсовета) и Минским (8 сельсоветов и посёлок Смолевичи) районами. 6 января 1965 года район образован повторно.
20 октября 1995 года административные единицы Смолевичский район и город Смолевичи, имеющие общий административный центр, объединены в одну административную единицу — Смолевичский район.
В 2015 году границы района были оптимизированы.

## Демография
Численность населения — 56 657 человек (на 1 января 2025 года), в том числе городское — 24 811 человек (Смолевичи — 23 721 человек, Зелёный Бор — 1 090 человек), сельское — 31 846 человек.
Население района на 1 января 2023 года — 54 627 человек, в том числе городское население — 22 959 человек, сельское — 31 668 человек.
В 2018 году 19,5% населения района было в возрасте моложе трудоспособного, 54,8% — в трудоспособном, 25,7% — старше трудоспособного. Ежегодно в районе рождается 500—700 детей и умирает 600—700 человек. Коэффициент рождаемости — 11,5 на 1000 человек в 2017 году, коэффициент смертности — 14,4. В 2017 году наблюдалась естественная убыль населения (-130 человек, или -2,9 на 1000 человек), в 2014—2015 годах наблюдался естественный прирост. Сальдо внутренней миграции в 2017 году положительное (702 человека), в 2010—2016 годах также было положительным. В 2017 году в районе было заключено 266 браков (5,8 на 1000 человек) и 138 разводов (3).
| Численность населения (по годам) | Численность населения (по годам) | Численность населения (по годам) | Численность населения (по годам) | Численность населения (по годам) | Численность населения (по годам) | Численность населения (по годам) | Численность населения (по годам) | Численность населения (по годам) | Численность населения (по годам) |
| 1996                             | 2001                             | 2002                             | 2003                             | 2004                             | 2005                             | 2006                             | 2007                             | 2008                             | 2009                             |
| -------------------------------- | -------------------------------- | -------------------------------- | -------------------------------- | -------------------------------- | -------------------------------- | -------------------------------- | -------------------------------- | -------------------------------- | -------------------------------- |
| 47 800                           | ▼45 405                          | ▼44 844                          | ▼44 269                          | ▼43 880                          | ▼43 490                          | ▼43 168                          | ▼43 012                          | ▼42 952                          | ▲43 087                          |
| 2010                             | 2011                             | 2012                             | 2013                             | 2014                             | 2015                             | 2016                             | 2017                             | 2018                             | 2019                             |
| ▼42 834                          | ▲42 935                          | ▼42 827                          | ▲43 207                          | ▲43 517                          | ▲43 866                          | ▲45 308                          | ▲45 653                          | ▲46 225                          | ▲46 735                          |
| 2020                             | 2021                             | 2022                             | 2023                             | 2024                             | 2025                             |                                  |                                  |                                  |                                  |
|                                  |                                  |                                  | ▲ 54 627                         |                                  | ▲56 657                          |                                  |                                  |                                  |                                  |

| Национальный состав по переписи населения 2009 года | Численность | %      |
| --------------------------------------------------- | ----------- | ------ |
| Белорусы                                            | 38 934      | 90,72% |
| Русские                                             | 2822        | 6,58%  |
| Украинцы                                            | 450         | 1,05%  |
| Поляки                                              | 136         | 0,32%  |
| Армяне                                              | 96          | 0,22%  |
| Азербайджанцы                                       | 21          | 0,05%  |
| Немцы                                               | 19          | 0,04%  |
| Татары                                              | 19          | 0,04%  |
| Узбеки                                              | 15          | 0,03%  |
| Евреи                                               | 14          | 0,03%  |
| Литовцы                                             | 12          | 0,03   |

|                                               | 2010 | 2011 | 2012 | 2013 | 2014 | 2015  | 2016 | 2017 |
| --------------------------------------------- | ---- | ---- | ---- | ---- | ---- | ----- | ---- | ---- |
| Рождаемость (на 1000 человек)                 | 14,2 | 13,7 | 14,9 | 14,9 | 14,1 | 15    | 14,1 | 11,5 |
| Смертность (на 1000 человек)                  | 16,2 | 17,6 | 15,4 | 14,9 | 13,5 | 13,4  | 14,2 | 14,4 |
| Естественный прирост (на 1000 человек)        | -2   | -3,9 | -0,5 | 0    | +0,6 | +1,6  | -0,1 | -2,9 |
| Естественный прирост (в абсолютном выражении) | -82  | ...  | ...  | 0    | +25  | +69   | -9   | -130 |
| Миграционный прирост (в абсолютном выражении) | +183 | ...  | ...  | +308 | +324 | +1373 | +354 | +702 |

## Административное устройство
На территории района расположено 190 населённых пунктов, 9 сельсоветов:
- Драчковский
- Жодинский
- Заболотский
- Зеленоборский
- Курганский
- Озерицко-Слободской
- Пекалинский
- Плисский
- Усяжский

Упразднённые сельсоветы:
- Петровичский
- Прилепский
- Юрьевский

## Экономика
Экономику района определяют Смолевичская бройлерная птицефабрика, Краснознаменский комбикормовый завод, 19 промышленных предприятий, 7 строительных организаций, 15 колхозов, 2 совхоза, 61 предприятие среднего и малого бизнеса, 110 учреждений торговли, 3 банка, 2 совместных предприятия.
Выручка от реализации продукции, товаров, работ, услуг за 2017 год составила 1385,4 млн рублей (около 693 млн долларов), в том числе 486,8 млн рублей пришлось на сельское, лесное и рыбное хозяйство, 459,6 млн на промышленность, 34,4 млн на строительство, 320,6 млн на торговлю и ремонт, 84 млн на прочие виды экономической деятельности.
Средняя зарплата работников в районе составила 106,6% от среднего уровня по Минской области.

### Промышленность
Возле деревни Быкачино 19 июня 2014 года чиновники Беларуси и Китая, а также китайские бизнесмены в ходе торжественной церемонии заложили первый камень в Китайско-белорусский индустриальный парк (КБИП). 30 июня 2014 года Президент Республики Беларусь подписал Указ № 326 о деятельности китайско-белорусского индустриального парка «Великий Камень» — парк был назван по находящейся на его территории деревне. КБИП будет строиться 30 лет на территории Смолевичского района, площадь составит 8048 га. Генпланом предусмотрено создание промышленно-логистической зоны (851 га) и численность работающих в перспективе — 120 тыс. человек. Реализацией проекта КБИП занимается СЗАО «Компания по развитию индустриального парка», где ОАО «Китайская корпорация инжиниринга САМС» принадлежит 45 %, Миноблисполкому — 32,5 %, Харбинской инвестиционной группе — 15 %, Мингорисполкому — 3,75 %, белорусскому государственному холдингу «Горизонт» — 3,75 %. Приоритетными направлениями деятельности КБИП заявлены развитие тонкой химии, биомедицины, электронной промышленности и машиностроения. Рынками сбыта продукции КБИП станут Евразийский союз и Евросоюз. В ходе состоявшихся 16 июля 2013 года в Пекине переговоров официальных делегаций Беларуси и КНР белорусской стороне удалось заключить с китайской провинцией Гуандун соглашение о сотрудничестве в строительстве в Минской области Китайско-белорусского индустриального парка и о создании на территории данного парка субпарка города Харбина.

### Сельское хозяйство
В 2017 году сельскохозяйственные организации района собрали 75,8 тыс. т зерновых и зернобобовых культур при урожайности 35,3 ц/га (средняя по области — 35 ц/га). Под зерновые культуры в 2017 году было засеяно 21,6 тыс. га пахотных площадей.
В 2017 году сельскохозяйственные организации района реализовали 118,1 тыс. т мяса скота и птицы и произвели 89,9 тыс. т молока (средний удой — 7077 кг). На 1 января 2018 года в сельскохозяйственных организациях района содержалось 32,2 тыс. голов крупного рогатого скота, в том числе 12,7 тыс. коров. В 2017 году птицефабрики района произвели 16,8 млн яиц.

## Транспорт
Через район проходят: автомагистраль М1/E30 и её старый дублёр Р53, железная дорога Москва — Минск — Брест — Западная Европа, автомобильные дороги на Червень, Марьину Горку, Логойск, Руденск. Строится магистраль М14 (вторая минская кольцевая дорога). Фактически на юге района находится Национальный аэропорт Минск, но де-юре аэропорт на территории Минска.

## Социальная сфера

### Образование
Районная система образования состоит из 27 школ, профессионально-технического училища, 2-х музыкальных школ и одного филиала.
В 2017/2018 учебном году в районе действовало 25 учреждений дошкольного образования, которые обслуживали 2171 ребёнка, и 20 учреждений общего среднего образования, в которых обучалось 4799 детей. Учебный процесс обеспечивали 634 учителя.

### Здравоохранение
В системе здравоохранения района: районное территориально-медицинское объединение, поликлиника, 15 фельдшерско-акушерских пунктов, 6 аптек.
В 2016 году в организациях Министерства здравоохранения Республики Беларусь, расположенных на территории района, работало 65 практикующих врачей (14,2 на 10 тысяч человек) и 255 средних медицинских работника (55,9 на 10 тысяч человек). В больницах насчитывалась 301 койка (65,9 на 10 тысяч человек).

### Спорт
В Смолевичах базируется ФК Смолевичи, в 2018 и 2020 годах, выступавший в Высшей лиге национального чемпионата по футболу.

### Религия
В Смолевичском район зарегистрировано 18 православных религиозных общин, 2 общины христиан веры евангельской, 1 римско-католической община, 1 община адвентистов седьмого дня и 1 община христиан полного Евангелия. В деревнях Домошаны и Ляды действуют православные монастыри.

## Культура
В районе функционируют два Дома культуры, 27 сельских клубов, 39 библиотек.
В 2017 году публичные библиотеки района посетили 9,3 тыс. человек, которым было выдано 166,5 тыс. экземпляров книг и журналов. В 2017 году в районе действовало 18 клубов.

### Музеи
- Мемориальный музей имени Василия Феофиловича Купревича ГУО "Средняя школа № 1 имени В. Ф. Купревича г. Смолевичи"
- Литературный музей Якуба Коласа ГУО «Верхменская СШ имени В.А.Тумара» в аг. Алесино
- Музей воинской славы ГУО «Верхменская СШ имени В. А. Тумара» в аг. Алесино
- Историко-краеведческий музей ГУО «Драчковский УПК д/с-СШ» в аг. Драчково
- Историко-краеведческий музей ГУО «Озерицкослободская СШ» в аг. Слобода
- Историко-краеведческий музей ГУО «Зеленоборский УПК д/с-СШ» в г. п. Зелёный Бор
- Музей воинской славы партизанской бригады «Разгром» ГУО «Кленникский УПК д/с-БШ» в д. Кленник
- Этнографический музей ГУО «Курковский УПК д/с-СШ» в д. Курково
- Музей воинской славы государственного учреждения образования «Пекалинская БШ» в д. Пекалин
- Народный краеведческий музей ГУО «Прилепский УПК д/с-СШ» в д. Прилепы
- Музей воинской славы ГУО «Черницкая УПК д/с-БШ» в п. Черницкий

## Достопримечательности
- Курган Славы — памятник Великой Отечественной войны.
- На 21-м километре магистрали М2 Минск — Национальный аэропорт "Минск" у подножия Мемориального комплекса "Курган Славы" установлен штурмовик Ил-2.
- Волмянский биологический заказник площадью 637,7 га. Для сохранения в естественном состоянии ценных лесных формаций с комплексом редких и исчезающих видов растений и животных, занесённых в Красную книгу Республики Беларусь создан в районе в 2001 году.
- В районе действуют Свято-Георгиевская церковь в аг. Заболотье, Свято-Никольская церковь, монастырь в д. Малые Ляды, Свято-Иоанно-Богословский женский монастырь в д. Домашаны, Свято-Покровская церковь в аг. Слобода, церковь Рождества Богородицы в д. Плиса
- Комплекс бывшей усадьбы (нач. XIX в.) в аг. Алесино —  Историко-культурная ценность Республики Беларусь, шифр 613Г000571
- Бывший монастырь базилиан: Благовещенская церковь, монастырский корпус (2-я пол. XVIII — 1-я пол. XIX в.) в д. Малые Ляды —  Историко-культурная ценность Республики Беларусь, шифр 613Г000579
- Фрагменты бывшей усадьбы (нач. XIX в.) в д. Шипяны —  Историко-культурная ценность Республики Беларусь, шифр 613Г000589

### Памятник природы, заказник
- «Волмянский» — биологический республиканский заказник
- «Гайно-Бродня» — гидрологический заказник республиканского значения
- «Борисовский» — республиканский ландшафтный заказник «Борисовский» (частично Борисовский район)
- «Парк «Шипяны» — ботанический памятник природы местного значения
- «Родник в урочище Тумель» — гидрологический памятник природы местного значения
- «Студенка» — заказник местного значения

## Галерея

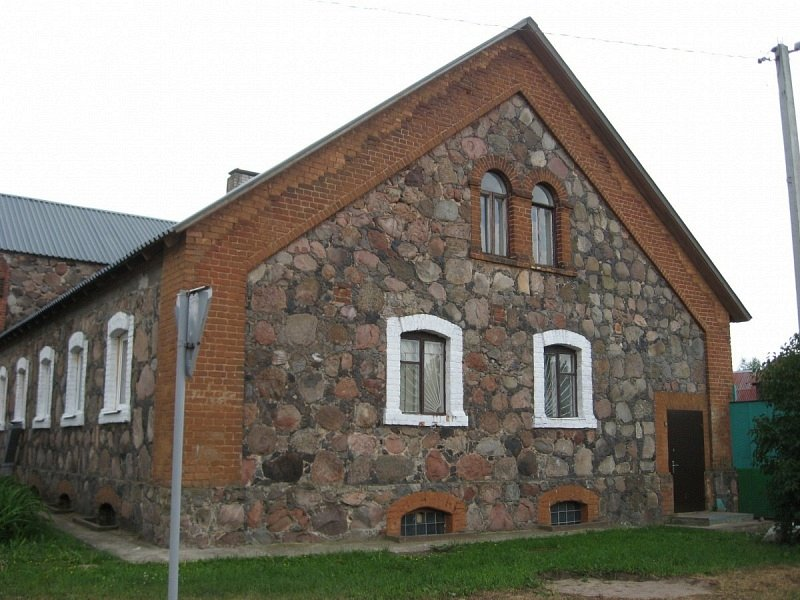
Здание винокуренного завода в Алесино
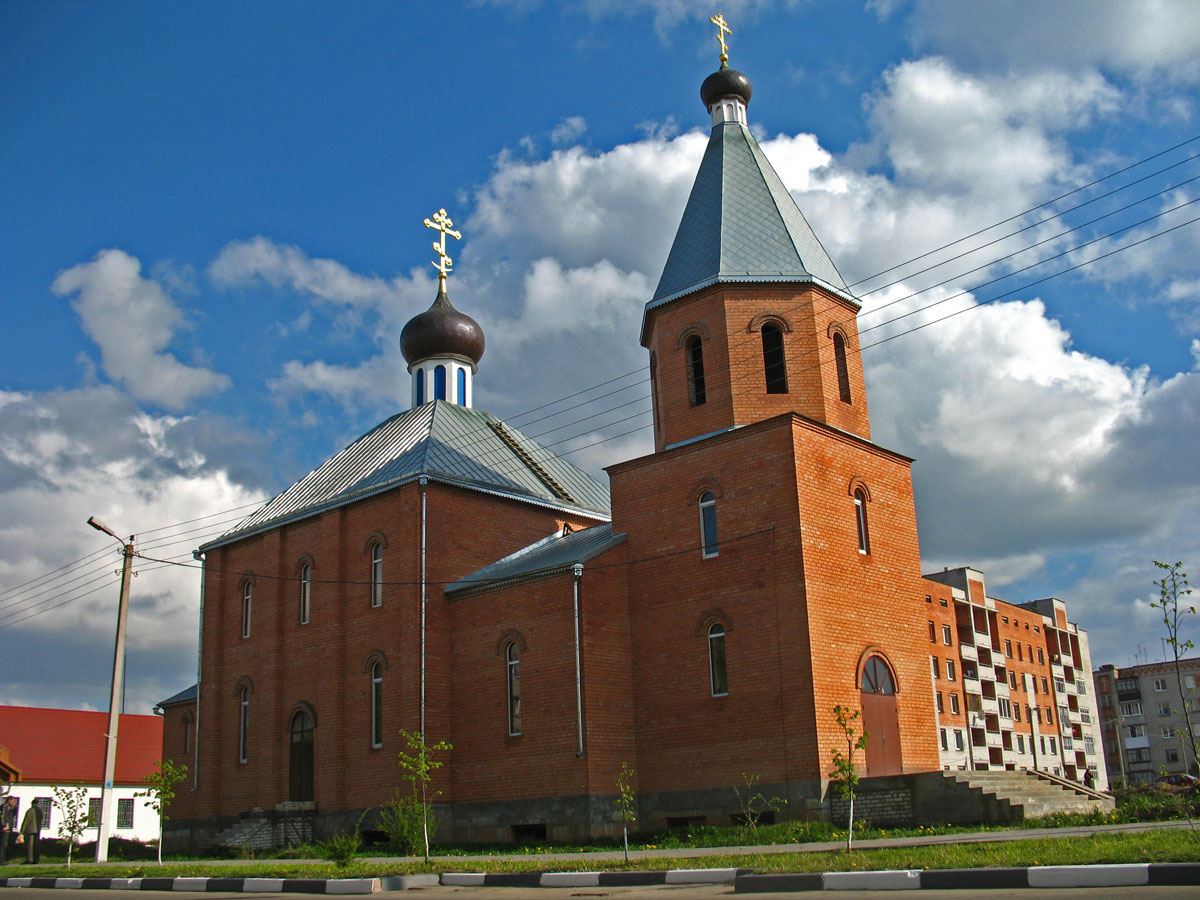
Церковь Святого Николая в Смолевичи
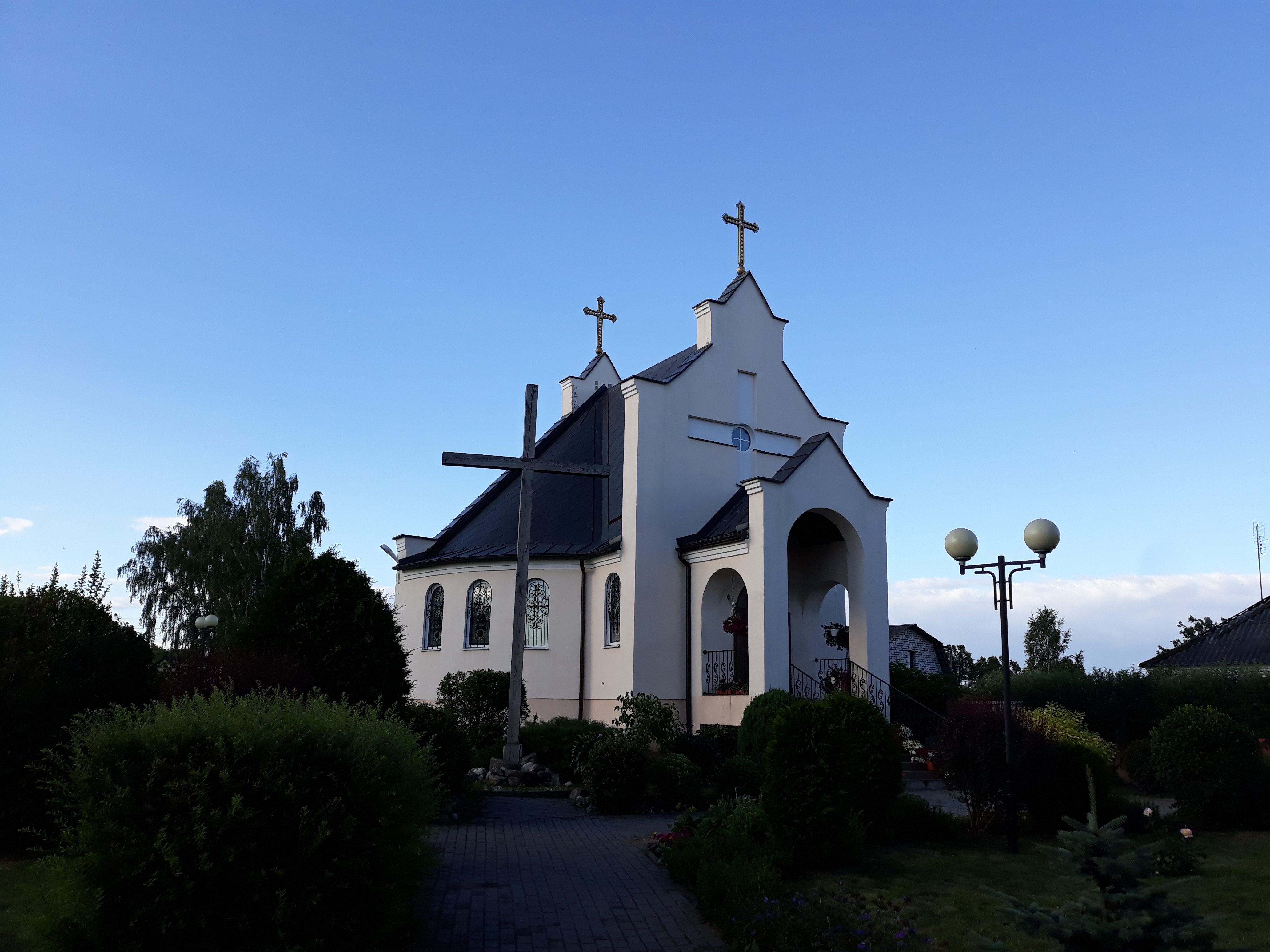
Костёл Святого Валентина в Смолевичи
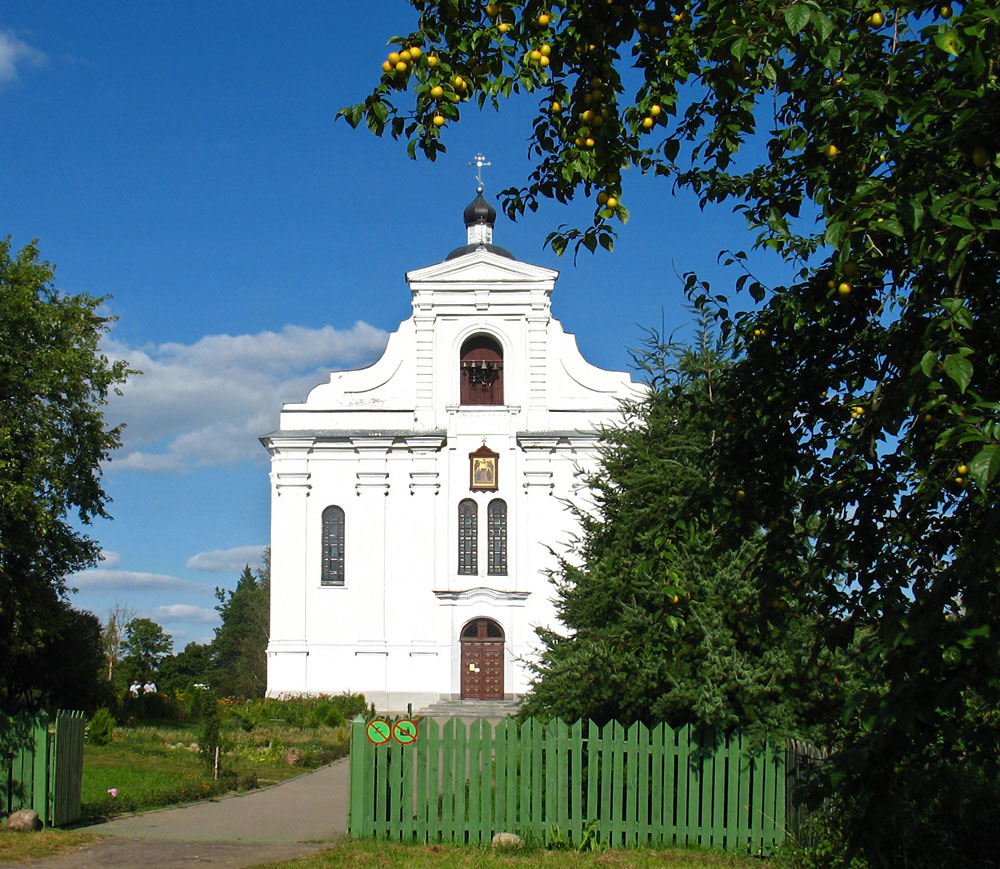
Благовещенский монастырь в Малые Ляды